# Maria Soresina
Maria Soresina (Milano, 26 ottobre 1940 – Milano, 13 dicembre 2024) è stata una saggista e storica della filosofia italiana.

## Biografia
Nata da padre italiano e madre viennese, frequentò la scuola dell'obbligo presso le suore tedesche a Milano, quindi il liceo artistico a Brera e infine Scienze Politiche all'Università Statale di Milano dove si laureò nel 1981 con lode discutendo la tesi Karl Kraus e Vienna: satira e critica della società con Francesco Alberoni.
Cultrice di filosofia indiana fin dagli anni Sessanta, nel 1992, in occasione di un viaggio in India scoprì, leggendo la Divina Commedia, notevoli analogie tra il “cammino” dantesco e la via dello Yoga. Iniziò da quel momento un profondo studio dell'opera di Dante che la condusse a individuare la fonte primaria della Divina Commedia nel catarismo, l'eresia estremamente diffusa negli anni e nei luoghi in cui visse Dante.
Nel 1995 pubblicò i primi articoli e tenne le prime conferenze. Dal 1998 al 2010 coordinò un gruppo di lettura e studio della Divina Commedia.
Nel 2002 uscì il suo primo libro (Le segrete cose. Dante tra induismo ed eresie medievali) e nel 2009 il secondo (Libertà va cercando. Il catarismo nella Commedia di Dante), opere che, come scriverà Quirino Principe, hanno il merito di aver «scosso potentemente e rivoltato e sconquassato il rapporto tra la cultura italiana e Dante», mettendo «a disposizione del lettore la sua sapienza storiografica e filologica». Libertà va cercando suscitò l'interesse de L'Osservatore Romano. Nel 2011 vide la luce un terzo libro (Mozart come Dante. Il Flauto magico: un cammino spirituale) nel quale è proposta una diversa chiave di lettura dell'opera basata sul parallelo con il percorso di Dante Alighieri nella Divina Commedia.
Numerosi furono negli anni le recensioni e i riconoscimenti sui suoi libri. Maria Soresina fu più volte intervistata da Gabriella Caramore nella trasmissione Uomini e Profeti, Rai Radio 3; Gabriele La Porta condusse numerose trasmissioni su Rai 1 e Rai 2 parlando dei suoi libri. Le tesi soresiniane furono accolte dalla dantista Bianca Garavelli e da Quirino Principe in più occasioni.
Nel 2000 fu invitata a Budapest dall'Università Loránd Eötvös a tenere una lezione dal titolo La cosmologia dantesca.
Dal 2002 al 2005 lesse la Divina Commedia con cadenza quindicinale nella sezione femminile del carcere di Opera. Nel 2005 e nel 2006 tenne una serie di quattro lezioni sul catarismo nella Divina Commedia ai professori del Collegio San Carlo di Milano.
Nel settembre 2008 partecipò alla quarta edizione di "Torino Spiritualità" con una relazione su La speranza in Dante. Nel novembre dello stesso anno prese parte, nella Sala Maria Teresa della Biblioteca Nazionale Braidense di Milano, al Convegno «Diventare il presente. Testimonianze a dialogo: Hermann Hesse, Raimon Panikkar e noi» con un intervento dal titolo A la riva dell'Indo. L'amore per l'India in Hesse e Dante.
Nel 2010 intervenne, presso l'Espace Culture di Marsiglia, al seminario Vivre et écrire en exil, organizzato con il patrocinio dell'Unione europea, con una conferenza dal titolo Dante en Exil.
Nel 2011 partecipò allo spettacolo Un'ora con Dante: in Paradiso al Teatro Arsenale di Milano, con Marina Spreafico.
Nel 2016 il filosofo Marco Vannini recensendo Libertà va cercando scrisse che «per chi, come chi scrive, è abituato a pensare all’Alighieri come al poeta cattolico per eccellenza, la tesi del libro suona ardita, quasi paradossale, ma va riconosciuto all’autrice il merito di avere rivolto l’indagine a un settore che — stranamente — gli studiosi non avevano mai preso in considerazione», apprezzando nel saggio la sua «base rigorosamente filologica e storica» che «non ha niente in comune con gli esoterismi e le fantasie che hanno spesso trovato alimento nel poema e che oggi vanno tanto di moda».
Il 18 febbraio 2018 Maria Soresina partecipò con «incursioni storiche», allo spettacolo I senza colpa. Eresia catara tra Concorezzo ed Europa.
Complessivamente Maria Soresina tenne circa duecento conferenze in Italia e all'estero in centri pubblici e privati, nonché nei licei.
Si è spenta serenamente nella sua casa di Milano il 13 dicembre 2024, lasciando la figlia Caterina e il nipote Federico.

## Opere

### Libri
- Traduzione dei Lieder di Carl Maria von Weber, Johann Carl Gottfried Loewe, Felix Mendelssohn e Franz Liszt, in Vanna Massarotti Piazza (a cura di), Lieder, Lainate, Vallardi, 1982.
- Le segrete cose. Dante tra induismo ed eresie medievali, Bergamo, Moretti Honegger, 2002. ISBN 88-7186-200-7; 2010. ISBN 978-88-7186-478-5.
- Libertà va cercando. Il catarismo nella Commedia di Dante, Bergamo, Moretti & Vitali, 2009. ISBN 978-88-7186-422-8.
- Mozart come Dante. Il Flauto magico: un cammino spirituale, Bergamo, Moretti & Vitali, 2011. ISBN 978-88-7186-508-9.
- Come per i pesci il mare. Lettera sul Novecento: orrori, speranze, utopie, disincanti, Bergamo, Moretti & Vitali, 2019. ISBN 978-88-7186-760-1.
- Dirò de l'altre cose ch'i' v'ho scorte nella Commedia di Dante Alighieri, Milano, Colibrì, 2020. ISBN 978-88-97206-70-5.
- Dante’s Hidden Philosophy. The Secret Woldview in The Divine Comedy, Milano, Colibrì, 2023. ISBN 978-88-97206-94-1.

### Articoli e saggi
- Dante era uno Yogi, «Puntoluce», n. 32, dicembre 1995.
- L'amore in Dante, in «Puntoluce», n. 33, marzo 1996.
- Il Flauto magico: un cammino spirituale, in «Puntoluce», n. 34, giugno 1996.
- L'albero simbolico in Dante, in «Puntoluce», n. 35, settembre 1996.
- Il “mandala” nella Divina Commedia, in «Puntoluce», n. 39, settembre 1997.
- Il «cammin» di Dante e la via dello Yoga, in «Psicodinamica», n. 37, settembre 1998.
- Dante, Ulisse e le Colonne d'Ercole, in «Psicodinamica», n. 49, gennaio 2003.
- Lettura dantesca per La settimana in rete, in «Arengario.net», 28 settembre 2003.
- I paralleli tra Dante e lo Yoga, in «Spazio Yoga», aprile 2004.
- Dante e lo Yoga, in «Yoga», n. 46, settembre 2004.
- Il mandala del Paradiso, in «Yoga», n. 51, dicembre 2005.
- Le età della vita e l'enigma della Sfinge, in «La Mosca di Milano», n. 14, giugno 2006.
- Béziers: chi calunnia chi?, in «Nòvas d'Occitània», n. 52, marzo 2007.
- Considerazioni di una milanese a Béziers, in «Nòvas d'Occitània», n. 53, aprile 2007.
- Quando Dante scriveva in occitano, in «Piemonti», n. 3, settembre 2007.
- Tagore e Dante a confronto, in «Yoga», n. 61, 62, 66, luglio e settembre 2008, settembre 2009.
- Recensione di La Divine Comédie di Philippe Sollers, in «Poesia Spiritualità», a. I, n. 1, agosto 2008.
- Dante tra giardino terrestre e giardino celeste, in «Poesia Spiritualità», a. I, n. 2, dicembre 2008.
- A la riva dell'Indo. L'amore per l'India in Hesse e Dante, in Atti del Convegno «Diventare il presente», ELR, 2008, pp. 127–130.
- Cerveri de Girona e Dante Alighieri, in «Nòvas d'Occitània», n. 83, dicembre 2009.
- Uno splendido, grande omaggio al Paese d'Oc, in «Nòvas d'Occitània» , n. 94, ottobre 2010.
- L'Unesco dichiara Albi «Patrimonio dell'umanità», in «Nòvas d'Occitània», n. 95, novembre 2010.
- Il Flauto magico: un cammino spirituale, in «Nòvas d'Occitània», n. 110, marzo 2012.
- Uomini siate, e non pecore matte, in Virginia Perini (a cura di), Café Philo. Uscire dalla crisi con filosofia, Affari Italiani, 2012. ISBN 978-88-97579-22-9, pp. 267–270.
- Perché leggere Dante oggi?, in Sul fil di ragno della memoria, Budapest, Ponte Alapítvány, 2012. ISBN 978-963-284-295-0, pp. 73–80.
- Il Flauto magico di Mozart: la via massonica alla felicità, in «Quaderni di studi indo-mediterranei», n. V, 2012 (Transmutatio. La via ermetica alla felicità), Edizioni dell'Orso, ISBN 978-88-6274-423-2, pp. 217–233.
- Il papa si ritira... ma lasciamo in pace Dante!, in «Nòvas d'Occitània», n. 121, febbraio 2013.
- Dante e l'Islam, in «Dialoghi Mediterranei. Periodico bimestrale dell'Istituto Euro Arabo in Mazara del Vallo», giugno 2013.
- Dante Alighieri e il catarismo. Una ipotesi di lettura per la Divina Commedia, in «la Biblioteca di via Senato», n. 3, marzo 2014, pp. 54–59.
- Approfondimento e bibliografia in Stefano Quaglia e Silvano Beltramo, Nidus Haereticorum, Roccabruna, Chambra d'òc, 2014. ISBN 978-88-96654-14-9.
- Nel laboratorio della traduzione. A proposito di Rainer Maria Rilke, in «Dialoghi Mediterranei», n. 13, maggio 2015.
- Dante e la lingua occitana: la prima di une serie di conferenze in web, su chambradoc.it., in «Nòvas d'Occitània», n. 159, settembre 2016.
- Dante e il Santo Graal, su chambradoc.it., in «Nòvas d'Occitània», n. 160, ottobre 2016.
- Dante e i Catari. Chi erano i Catari?, su chambradoc.it., in «Nòvas d'Occitània», n. 161, novembre 2016.
- Dante e i Catari. Farinata degli Uberti, su chambradoc.it., in «Nòvas d'Occitània», n. 162, dicembre 2016.
- Dante e i catari 3. Marco Lombardo, su chambradoc.it., in «Nòvas d'Occitània», n. 163, gennaio 2017.
- Dante e i Catari 4. La dottrina: dualismo e creazione, su chambradoc.it., in «Nòvas d'Occitània», n. 164, febbraio 2017.
- Dante e i Catari 5. La dottrina: Gesù Cristo e la croce, su chambradoc.it., in «Nòvas d'Occitània», n. 165, marzo 2017.
- Dante e i Catari 6. La dottrina: la reincarnazione, su chambradoc.it., in «Nòvas d'Occitània», n. 166, aprile 2017.
- Scritture in lingua madre. L'occitano, una lingua mediterranea proibita, su istitutoeuroarabo.it., in «Dialoghi Mediterranei», n. 25, maggio 2017.
- Dante e i Catari 7. No ai sacramenti., su chambradoc.it., in «Nòvas d'Occitània», n. 168, giugno 2017.
- Da «berbero» ad «amazigh»: non è solo una questione di lingua, su istitutoeuroarabo.it., in «Dialoghi Mediterranei», n. 26, luglio 2017.
- Dante e i Catari 8. Il consolamentum., su chambradoc.it., in «Nòvas d'Occitània», n. 169, agosto 2017.
- Dante e i Catari 9. Credenze e usanze., su chambradoc.it., in «Nòvas d'Occitània», n. 170, settembre 2017.
- Dante e i Catari 10. Calunnie e libertà., su chambradoc.it., in «Nòvas d'Occitània», n. 171, ottobre 2017.
- «I catari la crociata... se la sono cercata!», su chambradoc.it., in «Nòvas d'Occitània», n. 173, dicembre 2017.

#### Video di lettura e commento dellaDivina commedia
- Maria Soresina legge e commenta tutta la "Divina Commedia" in 150 video pubblicati su youtube nel periodo gennaio 2021 - maggio 2024.